# Bagdati
Bagdati (en georgiano: ბაღდათი, romanizado: Baghdati) es un asentamiento urbano del centro de Georgia, ubicado en el centro de la región de Imericia y capital del municipio homónimo. 

## Toponimia
Bagdati comparte el mismo origen del nombre de la capital de Irak, Bagdad. El origen de su nombre es Bag (Dios) y Dāti (dado), que traduce en persa antiguo: Dado por Dios o El regalo de Dios.
Entre 1940 y 1990 pasó a llamarse Mayakovski (en georgiano: მაიაკოვსკი), en homenaje al poeta ruso Vladímir Mayakovski, que nació en la localidad.

## Geografía
Bagdati se encuentra cerca del bosque de Ajameti y del río Janistskali, 25 km al sur de Kutaisi.

## Historia
Bagdati es uno de los pueblos más antiguos de la región histórica de Imericia. La ciudad se menciona en fuentes históricas por primera vez en la primera mitad del siglo XVII, aunque el material arqueológico confirma que ya hubo un asentamiento aquí a mediados de la época feudal. 
En 1703, los otomanos lo ocuparon y construyeron aquí una fortaleza de madera y luego encalada, en la que había una guarnición de 100 jenízaros. En ese momento, Bagdati se convirtió en una pequeña ciudad. Era el mercado y punto de comercio de los turcos de Ajaltsije e imericios. En 1737, la guarnición de la fortaleza de Bagdati constaba de cien hombres y se dedicaba principalmente a comprar prisioneros. Durante la guerra ruso-otomana, el 2 de julio de 1770, Salomón I de Imericia y el general Totleben expulsaron a los otomanos de Bagdati. 
Después de que Imericia se convirtiera en parte del Imperio ruso, la importancia de Bagdati disminuyó, el mercado y el comercio desaparecieron. En la década de 1820, su población civil era de 30 familias y la prisión tenía una guarnición de 100. En la década de 1830, la fortaleza ya estaba abandonada. Después de la derrota de la revolución de 1905, Bagdati fue incendiada por un escuadrón de castigo el 10 de enero de 1906.
En la década de 1960, el lugar fue elevado a un asentamiento de tipo urbano, y en 1981 recibió finalmente los derechos de ciudad.
En 1990, tras la independencia de Georgia de la Unión Soviética, el nombre original de Bagdati fue restaurado.

## Demografía
La evolución demográfica de Bagdati entre 1939 y 2022 fue la siguiente:
| 2788                                            | 4586 | 4609 | 4831 | 5465 | 4714 | 3707 | 2888 |
| (Fuente: Population of Georgia in Soviet times) |      |      |      |      |      |      |      |

Históricamente, la población de Bagdati ha sido mayoritariamente georgiana.
|              | 1939      | 1939       | 2014      | 2014       |
| Grupo étnico | Población | Porcentaje | Población | Porcentaje |
| ------------ | --------- | ---------- | --------- | ---------- |
| Georgianos   | 2681      | 96,2%      | 3691      | 99,57%     |
| Rusos        | 85        | 3%         | 2         | 0,05%      |
| Ucranianos   | 85        | 3%         | 5         | 0,13%      |
| Armenios     | 3         | 0,1%       | 4         | 0,11%      |
| Azeríes      | -         | -          | 1         | 0,02%      |
| Osetios      | 5         | 0,2%       | -         | -          |
| Ávaros       | -         | -          | -         | -          |
| Judíos       | 12        | 0,4%       | -         | -          |
| Griegos      | 1         | 0,1%       | -         | -          |
| Total        | 2788      | 100%       | 3707      | 100%       |

## Economía
En Bagdati hay una fábrica de muebles y empresas de la industria alimentaria (principalmente conservas y vino). 

## Infraestructura

### Arquitectura, monumentos y lugares de interés
Como su lugar de nacimiento, Bagdati tiene un museo en honor al poeta ruso Vladímir Mayakovski en la casa en la que nació y vivió un breve periodo de su vida. 

### Transporte
La carretera regional que sube desde Kutaisi por el valle del Janistskali pasa por Bagdati y sobre el paso de Sekara (2180 m de altura), cruzando la cresta principal de la cordillera de Mesjetia y más allá, uniendo la ciudad balneario de Abastumani con Ajaltsije, capital de la región de Mesjetia-Yavajetia. La estación de tren más cercana está en Kutaisi.

## Cultura

### Arte
En Bagdati hay un Teatro Nacional con el nombre de Vladímir Mayakovski y que a menudo representa sus obras.

## Personas ilustres
- Vladímir Mayakovski (1893-1930): poeta y dramaturgo ruso-soviético, iniciador del futurismo ruso.
- Revaz Láguidze (1921-1981): compositor soviético georgiano.

## Galería

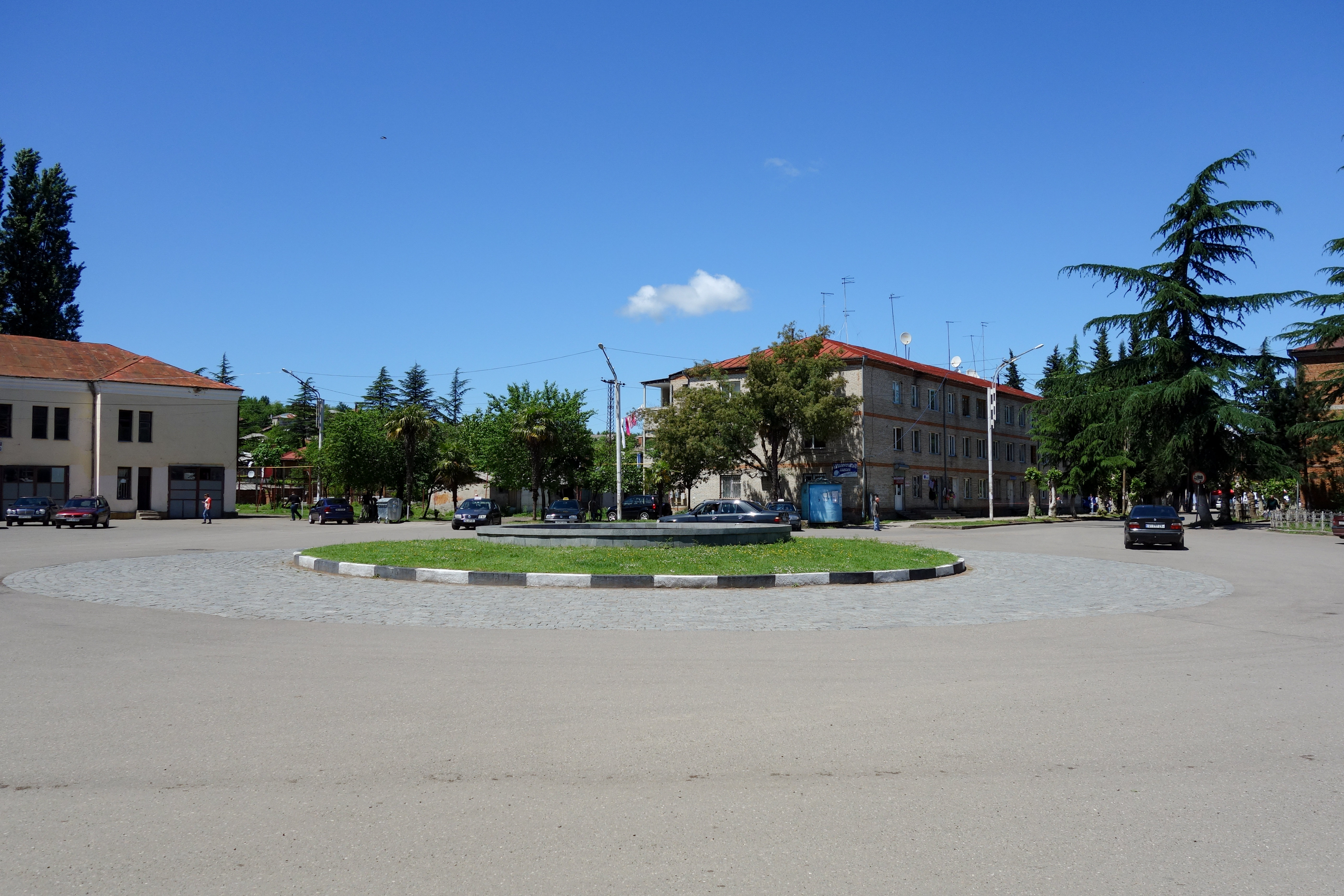
Centro de Bagdati
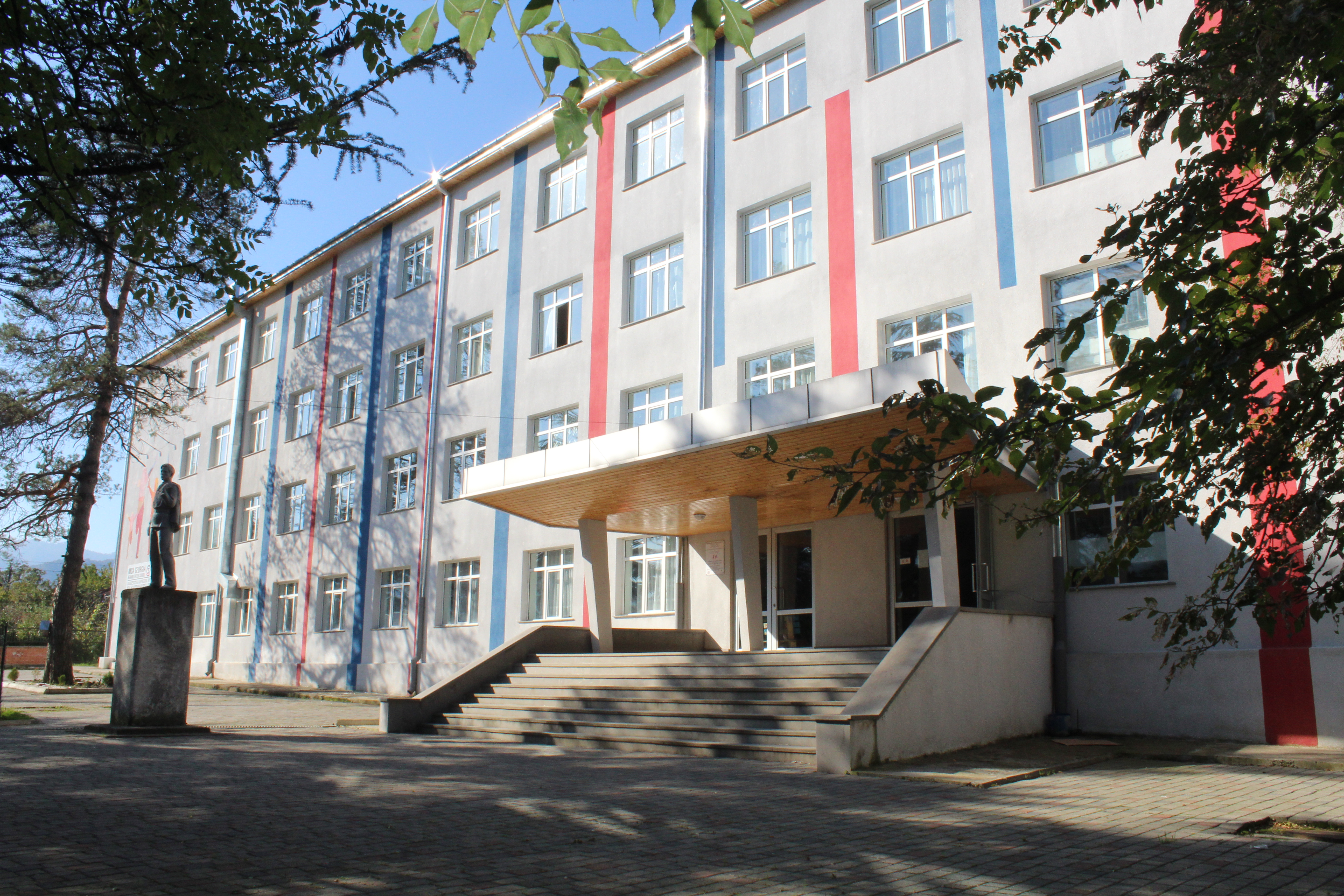
Colegio en Bagdati
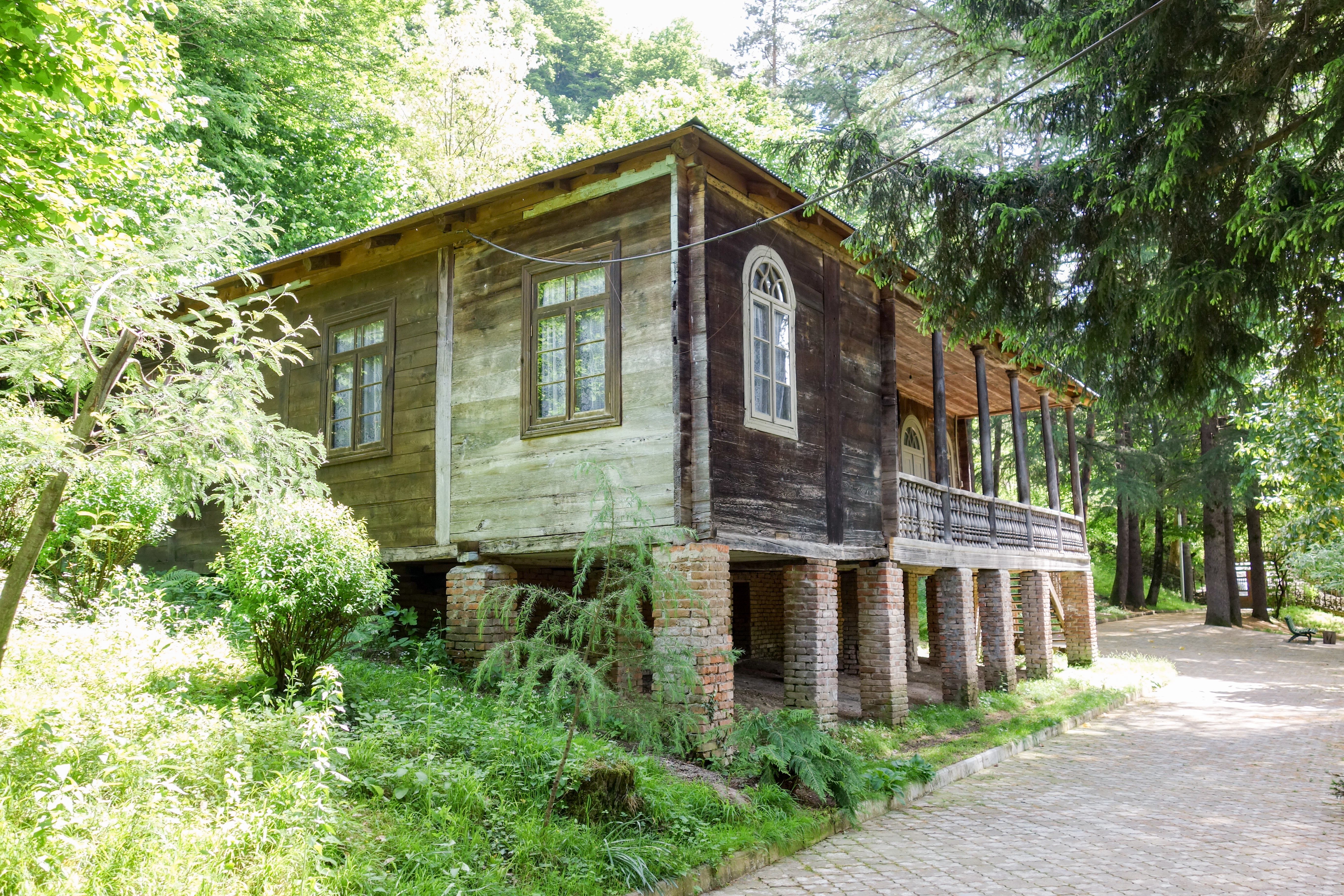
Casa-museo de Mayakovski
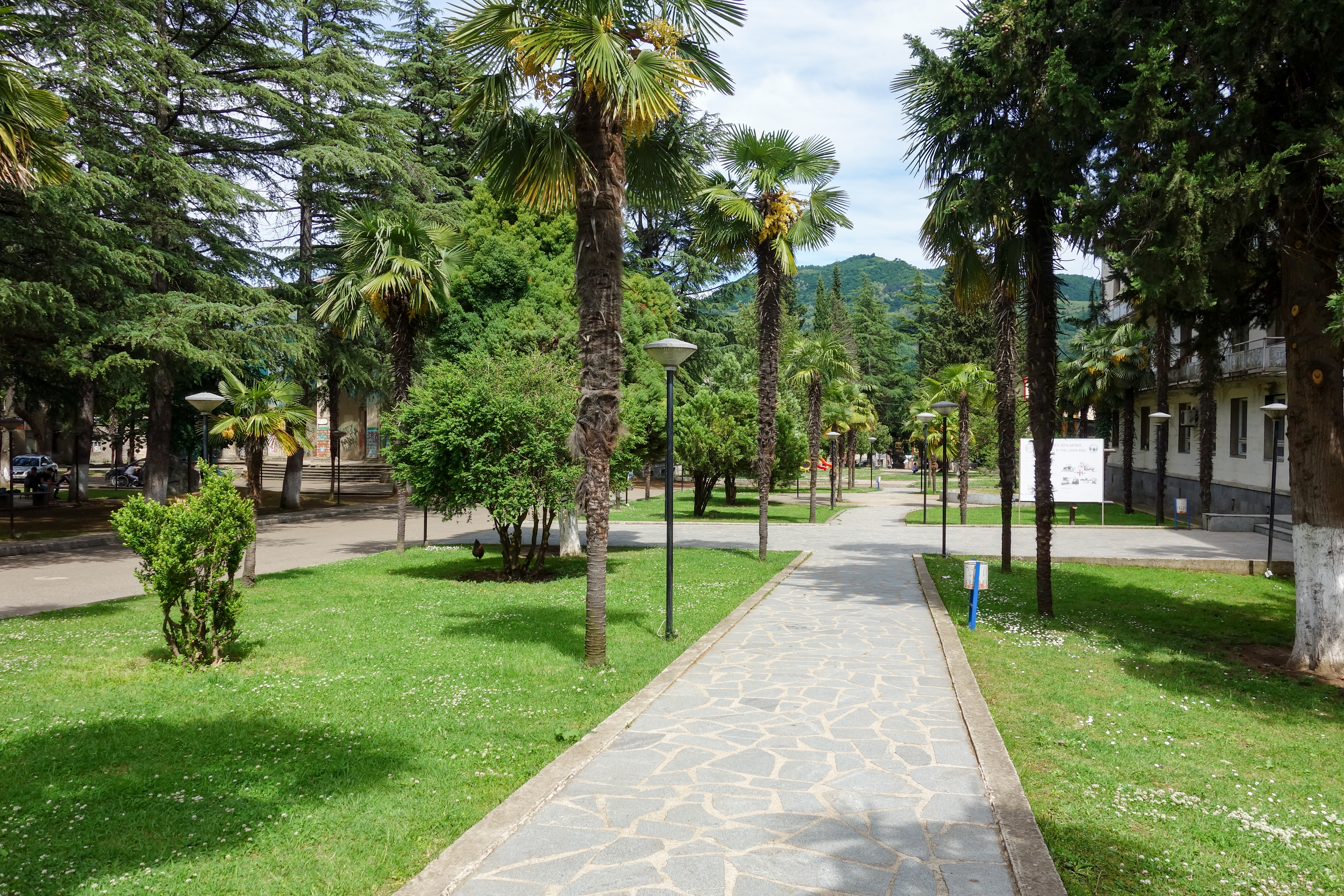
Parque de Bagdati